# APB: All Points Bulletin (videogioco 1987)
APB: All Points Bulletin, spesso presentato solo come APB o A.P.B., è un videogioco arcade pubblicato nel 1987 dalla Atari Games, basato sulla guida in un'auto della polizia in chiave comica-parodistica. Nel 1989 venne pubblicato in Europa per i computer Amiga, Amstrad CPC, Atari ST, Commodore 64, MS-DOS e ZX Spectrum dalla Domark. Nel 1991 l'Atari lo pubblicò per la console portatile Atari Lynx.
Il titolo all-points bulletin (APB) è un'espressione tipica delle forze di polizia statunitensi che significa un comunicato importante diramato a tutte le stazioni.
Il gioco arcade venne poi inserito in varie raccolte di classici a cominciare da Midway Arcade Treasures 2.

## Modalità di gioco
Nei panni dell'agente di polizia Bob, si guida l'auto di pattuglia dando la caccia ai malviventi su uno scenario composto da varie strade incrociate. La visuale è dall'alto, a scorrimento multidirezionale, e il veicolo può sterzare in tutte le direzioni e viaggiare a velocità variabile.
La versione arcade fa uso di un volante con rotazione a 360° e pedale dell'acceleratore; nelle conversioni si sterza, accelera e frena con i quattro controlli direzionali.
Dopo un breve addestramento iniziale in cui si raccolgono coni stradali, lo scopo di ogni livello è raggiungere la quota giornaliera di arresti di trasgressori della legge entro un limite di tempo. Ogni giornata è caratterizzata da uno o più tipi di criminali, da inquinatori e ubriaconi fino ad assassini, che si aggirano con auto riconoscibili dall'aspetto, mischiate nel traffico con auto di innocenti.
Di fronte alla propria auto, a una distanza proporzionale alla velocità, si trova un mirino (nella versione arcade rappresentato da una piccola scritta pull over, "fermare" in senso poliziesco; nelle conversioni è un piccolo volante). Il giocatore può attivare la sirena tenendo premuto il pulsante e quando un bersaglio viene inquadrato dal mirino con la sirena accesa abbastanza a lungo avviene istantaneamente l'arresto.
La sirena incoraggia anche i veicoli innocenti a farsi da parte.
Un altro metodo per fermare le auto criminali è speronarle, sempre a sirena accesa, fino a mandarli fuori strada. Con gli avversari più duri, che rifiutano di fermarsi, questo metodo può essere necessario.
Avanzando nel gioco è possibile ottenere anche una pistola per sparare frontalmente.
Diverse azioni errate, come schiantarsi con l'auto, speronare qualcuno senza la sirena accesa, danneggiare innocenti o non raggiungere la quota di arresti, fanno accumulare demeriti. Se si accumulano troppi demeriti il gioco termina con il licenziamento di Bob.
Come obiettivo secondario si incontrano veicoli in panne e autostoppisti da aiutare, passandoci sopra.
Ci sono negozi di potenziamenti e bonus da raccogliere, tra cui ciambelle che estendono il limite di tempo.
Bisogna preoccuparsi anche di rifornire di carburante la propria auto, recandosi alle stazioni di servizio.
In ogni livello si aggira l'auto di un criminale principale (segnalato con un all-points bulletin prima di iniziare), se si riesce a fermarlo si può tornare alla stazione di polizia e terminare il livello anche senza raggiungere la quota di altri arresti. In tal caso si gioca una breve sequenza dove Bob, scuotendo il prigioniero nella sala degli interrogatori, può spingerlo a confessare per ottenere un bonus. L'obiettivo si raggiunge smanettando (alternando più rapidamente possibile) i controlli.
Il cabinato originale, pur essendo verticale, ricorda un'auto di pattuglia della polizia, con Bob disegnato sui fianchi come se ci fossero i finestrini. Il marquee (decorazione frontale in alto) è costituito da una barra luminosa rossa e blu che lampeggia quando nel gioco si attiva la sirena. Un semplice sgabello può essere agganciato al cassone per ottenere la versione con seduta.
Le conversioni domestiche replicarono tutte abbastanza fedelmente le meccaniche di gioco dell'originale, sebbene con qualche semplificazione e le ovvie limitazioni di grafica e sonoro (ad es. il parlato fu mantenuto solo in parte su Amiga, Lynx e Atari ST).

## Sviluppo
L'originale arcade di APB venne programmato alla Atari Games da Dave Theurer, già noto per i grandi successi Missile Command e Tempest, in squadra con il grafico Alan Murphy, il designer Mike Hally e quattro persone dedicate all'audio. Secondo Hally l'idea di base era avere una grande area di gioco da esplorare. Theurer lavorò 30 mesi a strumenti di sviluppo, poi Hally mise insieme il mondo di gioco.
L'arcade si basa sul sistema ad alta risoluzione Atari System 2 e si scelse uno schermo piuttosto grande per mettere in mostra la grafica. Si risparmiò invece sulla versione del cabinato con seduta: opzionalmente una barra metallica a "L" con un piccolo sedile poteva essere agganciata sul davanti del cabinato base per fare da sgabello, una soluzione economica che non divenne popolare.
Per le conversioni per computer, la licenza fu data tramite la Tengen all'editrice Domark, che le fece sviluppare alla britannica Walking Circles. La versione Atari Lynx fu realizzata dalla californiana Quicksilver Software.

## Accoglienza
APB per sala giochi ebbe successo al lancio, ma poi le vendite di cabinati calarono rapidamente.
Secondo il designer Mike Hally, quando APB fu presentato a un'esibizione sulla Costa Orientale degli USA, il produttore ricevette ordini per circa 2000 unità, ma gli ordini successivi non furono granché. Hally sospetta che il gioco fosse un po' di nicchia perché di genere indefinito, non essendo né un gioco di guida puro né un vero sparatutto.
Le conversioni domestiche ebbero comunque fortuna, ricevendo perlopiù buone recensioni e totalizzando vendite elevate. Data anche la relativa rarità della versione arcade, APB finì per essere più conosciuto come gioco per piattaforme casalinghe che come classico da sala giochi.